# Peter Schoening
Peter Kittilsby „Pete“ Schoening (30. července 1927 – 22. září 2004) byl americký horolezec, který se proslavil svým mimořádným hrdinstvím při pokusu o prvovýstup na K2 roku 1953. V roce 1958 se pak stal jedním z prvních dvou lidí, kteří dokázali zdolat osmitisícovku Gašerbrum I, a roku 1966 byl členem skupiny, která poprvé vystoupila nejvyšší horu Antarktidy Vinson Massif.

## Expedice na K2 roku 1953
Schoening patřil do sedmičlenného družstva vedeného Charlesem Houstonem, které se pokoušelo o prvovýstup na Čhogori (K2), druhou nejvyšší horu světa. Když zůstali uvězněni v bouři na Abruzziho pilíři ve výšce 7620 m (tj. ještě asi 1000 výškových metrů pod vrcholem), jeden z členů expedice Arthur Gilkey onemocněl žilní trombózou a pro záchranu jeho života bylo nezbytné ho okamžitě dopravit dolů. Zbytek výpravy ho začal v obtížných podmínkách spouštět zabaleného ve spacím pytli, ale v jednu chvíli jeden z členů uklouzl a strhl s sebou ostatní, navázané na lana. Před smrtelným pádem zachránil celou výpravu Schoening, který díky pohotovosti, síle a šikovnosti stihl zarazit svůj cepín do zledovatělé skály a udržel se tam tak dlouho, než se ostatní opět zajistili.
Záchrana Gilkeyho se však přesto nezdařila, protože při následném bivakování se z nejasných příčin uvolnil ze svého zajištění a zřítil se do hlubiny. Houston a ostatní spekulovali, že po prožitém dramatu se Gilkey sám odvázal nebo odřízl a obětoval svůj život, aby zachránil kamarády před dalším riskováním.
Schoeningovo zajištění („The Belay“) je každopádně považováno za jeden z nejslavnějších výkonů v dějinách horolezectví. Bezesporu jím zachránil svých pět kolegů před smrtí. Jeho dotyčný cepín je nyní k vidění v horolezeckém muzeu v Goldenu v Coloradu.

## Další život
V rámci americké výpravy vedené N. B. Clinchem Schoening 5. července 1958 spolu s Andy Kauffmanem jako první vystoupil na Gašerbrum I, jedenáctou nejvyšší horu světa. V prosinci 1966 se opět pod Clinchovým vedením zúčastnil prvovýstupu na nejvyšší horu Antarktidy Mount Vinson.
V roce 1996 se ještě, bezmála 70letý, v doprovodu svého synovce Kleva snažil vystoupit na Mount Everest, ale musel se zastavit v táboře III, když se u něj objevil nepravidelný srdeční rytmus. V kontextu právě probíhajících událostí (Tragédie na Mount Everestu) však mohl ještě hovořit o štěstí.
Pete Schoening, jeden z hrdinů horolezeckého nového zlatého věku, zemřel roku 2004 na rakovinu kostí ve svém domově v Kenmore nedaleko Seattlu.

## Odkaz
Roku 2006, po 53 letech od „zajištění“, se setkalo 28 potomků (dětí a vnuků) členů památné výpravy – lidé, kteří by se nikdy nenarodili nebýt Schoeningova hrdinského činu. Pojmenovali se „Children of the Belay“.
Po Schoeningovi je nazván Schoening Peak ve Vinson Massifu a také Putrid Pete's Peak ve státě Washington.

## Významné výstupy
- 1958 Gašerbrum I (8 068 m), prvovýstup
- 1966 Vinson Massif (4 892 m), prvovýstup